# Sonata Tamošaitytė

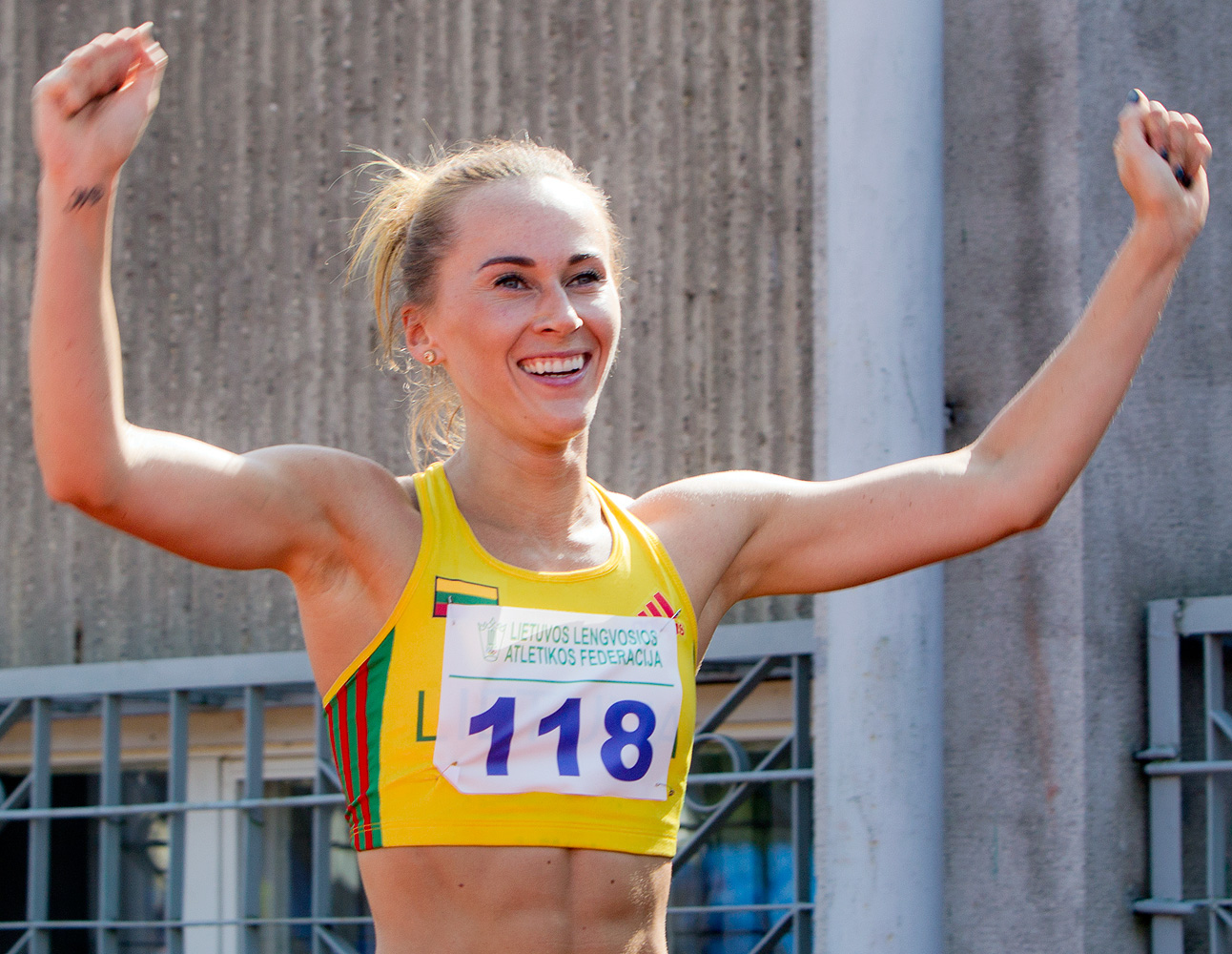
Sonata Tamošaitytė 2014

Sonata Tamošaitytė (* 28. Juni 1987 in Kaunas) ist eine litauische Hürdenläuferin, die sich auf die 100-Meter-Distanz spezialisiert hat.
Bei den Weltmeisterschaften 2009 in Berlin, den Europameisterschaften 2010 in Barcelona und bei den Weltmeisterschaften 2011 in Daegu schied sie jeweils im Vorlauf aus. 2012 wurde sie bei den Hallenweltmeisterschaften in Istanbul Vierte über 60 Meter Hürden.
Bislang wurde sie sechsmal litauische Meisterin (2006–2011).

## Persönliche Bestzeiten
- 60 m Hürden (Halle): 8,03 s, 10. März 2012, Istanbul
- 100 m Hürden: 13,10 s, 10. Juli 2009, Belgrad